# Antepipona dentella
Antepipona dentella är en stekelart som beskrevs av Gusenleitner 1991. Antepipona dentella ingår i släktet Antepipona och familjen Eumenidae. Inga underarter finns listade i Catalogue of Life.